# Ворончинська сільська рада
| Ворончинська сільська рада — колишня адміністративно-територіальна одиниця та орган місцевого самоврядування у Рожищенському районі Волинської області з адміністративним центром у с. Ворончин. Припинила існування в 2019 році через об'єднання в Доросинівську сільську територіальну громаду Волинської області. Натомість утворено Ворончинський старостинський округ при Доросинівській сільській громаді. Історична дата утворення: в 1988 році. Водоймища на території, підпорядкованій даній раді: річка Стохід. Сільській раді підпорядковувались населені пункти: - с. Ворончин - с. Студині |

## Склад ради
Рада складалась з 14 депутатів та голови.

### Керівний склад ради
| ПІБ                           | Основні відомості                                                               | Дата обрання | Дата звільнення |
| ----------------------------- | ------------------------------------------------------------------------------- | ------------ | --------------- |
| Касянчук Микола Володимирович | Сільський голова, 1969 року народження, освіта, безпартійний                    | 26.03.2006   | 31.10.2010      |
| Касянчук Микола Володимирович | Сільський голова, 1969 року народження, освіта середня спеціальна, безпартійний | 31.10.2010   | 28.10.2015      |
| Касянчук Микола Володимирович | Сільський голова, 1969 року народження, освіта середня спеціальна, безпартійний | 28.10.2015   |                 |

Примітка: таблиця складена за даними джерела

## Населення
Згідно з переписом УРСР 1989 року чисельність наявного населення сільської ради становила 860 осіб, з яких 408 чоловіків та 452 жінки.
За переписом населення України 2001 року в сільській раді мешкало 816 осіб.

### Мова
Розподіл населення за рідною мовою за даними перепису 2001 року:
| Мова       | Відсоток |
| ---------- | -------- |
| українська | 99,51 %  |
| російська  | 0,49 %   |